# Горски сънливец
Горският сънливец (Dryomys nitedula) е вид дребен гризач от семейство Сънливцови (Gliridae). Среща се и в България.

## Описание
Гърбът на горския сънливец е сивокафяв, а коремът е бял с жълтеникав оттенък. През окото до основата на ухото преминава тъмна ивица. Тялото е с дължина 64-115 mm, а опашката достига 64-99 mm.

## Разпространение
Среща се почти в югоизточната половина на Европа, в Близкия изток и Централна Азия, от Тирол до Джунгария и от средното течение на Волга до централните области на Иран. В България се среща в цялата страна, както в равнините, така и в планинските местности. Най-често може да се види сред широколистни, смесени или иглолистни гори, но в някои случаи може да се засели дори в обраснали с храсти дюни.

## Начин на живот и хранене
Живее в гнезда и хралупи, които изгражда по дърветата или използва напуснати гнезда от птици. През зимата горският сънливец изпада в зимен сън, който е сравнително кратък и често се прекъсва. За храна му служат плодове и семена, птичи яйца, насекоми и други. Активен е главно през нощта.

## Размножаване
Размножава се един път годишно, през май-юни. Женската ражда 3 – 5 малки.